# M'Daourouch (distrito)
M'Daourouch é um distrito localizado na província de Souk Ahras, Argélia. Sua capital é a cidade de mesmo nome. A população total do distrito era de 35 687 habitantes, em 1998.[carece de fontes?]

## Comunas
O distrito está dividido em três comunas:
- M'Daourouch
- Tiffech
- Ragouba